# Stora Gullakrokssjön
Stora Gullakrokssjön är en sjö i Skövde kommun i Västergötland och ingår i Göta älvs huvudavrinningsområde. Stora Gullakrokssjön ligger i Gullakrokssjöarna Natura 2000-område. Sjöns area är 0,041 kvadratkilometer och den befinner sig 103 meter över havet.